# 의문전향의 마음
의문전향의 마음(意門轉向心, 팔리어: manodvārāvajjanacitta 마노-드와-라-왓자나 찟따, mano-dvārāvajjana 마노-드와-라-왓자나, 영어: mind-door adverting consciousness, mind-door directing consciousness)은 특히 상좌부의 교학과 아비담마에서 사용하는 용어이다. 아비담마에 따르면, 인식과정의 단계는 크게 대체적인 인식단계와 세부적인 인식단계의 두 그룹으로 나눌 수 있는데, 의문전향의 마음은 대체적인 인식단계의 마지막 단계에서 일어나는 마음이다.
대상이 감각적 대상인 경우의 인식과정, 즉, 감각기관(5근)이 감각적 대상(5경)과 만날 때 일어나는 인식과정 중 대체적인 인식단계의 마지막 단계에서 일어나는 일어나는 마음은 '의문전향의 마음'이라는 용어가 뜻하는 작용과는 다른 작용을 한다. 감각적 대상에 대해 대체적인 인식을 완결하는 작용을 한다. 이 때문에 감각적 대상의 경우에서 일어나는 마음을 '의문전향의 마음'이라 부르지 않고 결정하는 마음(팔리어: votthapanacitta, 영어: determining consciousness)이라 부른다.
대상이 정신적 대상인 경우의 인식과정, 즉, 의근이 정신적 대상(법경)과 만날 때 일어나는 인식과정 중  대체적인 인식단계의 마지막 단계에서 일어나는 마음은 이후의 마음의 흐름이 그 정신적 대상을 향하도록 흐르게 하는 작용을 한다. 이 때문에 의문전향의 마음, 즉, 의문(意門, 팔리어: manodvārā, 영어: mind-door) 즉 의근의 문 즉 의근이 대상과 만난 지점으로 이후의 마음의 흐름을 전향(轉向, 팔리어: vajjana, 영어: averting, directing)시키는 마음이라고 한다.
아비담마에 따르면, 의문전향의 마음은 의식(意識, 팔리어: mano-viññāṇa 마노-윈냐-나, 마노의 알음알이) 즉 제6의식 즉 '18계 중 의식계(mind-consciousness element)'에 속한 유형의 마음이다. 제6의식은, 18계(十八界)에서의 분류상, 당연히 마음인 6식에 속하고 또한 다른 한편으로는 7심계(七心界)에 속한다. 즉, 크게 보았을 때의 마음(心, citta)에 속한다. 따라서, 인식과정의 특정 단계 즉  대체적인 인식단계의 마지막 단계에서 일어나는 제6의식에 비록 두 가지 작용이 있지만, 전5식은 비록 마음이지만 몸에 귀속시킬 수 있음에 비해 제6의식은 몸에 귀속시킬 수 없고 정신(마음)에 귀속되므로 정신적 대상에 무게를 두어, 즉, 두 작용 중 의문전향(意門轉向)이라는 작용에 무게를 두어 '의문전향의 마음'이라 이름 붙인 것이라고 할 수 있다. 또한 오문전향(五門轉向)에 대비가 되도록 이름 붙인 것이라 할 수 있다.
의문전향의 마음은 다음의 분류 또는 체계에 속한다.
- 욕계 · 색계 · 무색계 · 출세간에 속한 89 또는 121가지 마음
  - 욕계 마음 54가지
    - 욕계의 해로운 마음  12가지
    - 욕계의 원인 없는 마음 18가지
      - 해로운 과보의 마음 7가지
      - 원인 없는 유익한 과보의 마음  8가지
      - 원인 없는 작용만 하는 마음 3가지
        - 평온이 함께한 오문전향의 마음
        - 평온이 함께한 의문전향의 마음
        - 기쁨이 함께한 미소 짓는 마음

    - 욕계의 아름다운 마음 24가지

## 감각적 대상의 인식과정과 의문전향의 마음
감각적 대상의 인식과정, 즉, 전5식의 대상 즉 색경 · 성경 · 미경 · 향경 · 촉경이 해당하는 근 즉 안근 · 이근 · 비근 · 설근 · 신근 앞에 나타날 때의 인식과정 중 초기 6단계는 아비담마에 따르면 다음과 같다. 초기 6단계를 통해 그 감각적 대상을 대략적으로 인식하며, 그 감각적 대상을 세부적으로 명확히 인식하기까지에는 이후 여러 단계가 더 진행된다.
1. 색경(색깔과 모양) 즉 '18계 중 색계'에 속한 한 감각적 대상이 눈(안근) 즉 '18계 중 안계' 앞에 나타난다.
2. 오문전향의 마음 즉 의근 즉 '18계 중 의계'가 일어나서 이후의 마음의 흐름, 즉, 이 경우에는 안식의 흐름이 그 감각적 대상으로 흐르게 한다.
3. 안식 즉 '안근의 알음알이' 즉  '눈의 알음알이' 즉 '18계 중 안식계'가 감각적 대상을 본다. 즉, 안식이 자신의 본질인 봄 즉 '보는 작용'을 행한다.
4. 받아들이는 마음 즉 의근 즉 '18계 중 의계'가 일어나서 바로 앞 단계에서 발생한 식의 대상, 즉, 여기서는 안식의 대상, 즉, 감각적 대상을 받아들인다.
5. 조사하는 마음 즉 의식 즉 제6의식 즉 '의근의 알음알이' 즉 '18계 중 의식계'가 일어나서 감각적 대상을 조사한다.
6. 의문전향의 마음 즉 의식 즉 제6의식 즉 의근의 알음알이 즉 '18계 중 의식계'가 일어나서 그 감각적 대상이 좋은지 나쁜지 결정한다. 이 때의 의문전향의 마음을 다른 이름으로는 결정하는 마음이라고 한다. 즉, 이 단계에서 그 감각적 대상을 대략적으로 알게 된다. 즉, 대략적인 인식이 발생한다. 이 인식과 더불어 이 단계에서 느낌이 고수 · 낙수 · 불고불락수의 3수 중 하나로 확정된다. 또는, 보다 세밀하게는, 고수 · 낙수 · 희수 · 우수 · 사수의 5수 중 하나로 확정된다. 의문전향의 마음 그 자체는 사수와 함께하지만 이후의 마음은 확정된 느낌과 함께한다.
7. 이후 그 감각적 대상을 세부적으로 명확히 인식하기까지의 여러 단계가 진행된다.

## 정신적 대상의 인식과정과 의문전향의 마음
정신적 대상의 인식과정, 즉, 정신적 대상이 의근 즉 '18계 중 의계' 앞에 나타날 때의 초기 2단계는 다음과 같다. 이후 그 정신적 대상을 세부적으로 명확히 인식하기까지에는 여러 단계가 더 진행된다.
1. 법경 즉 '18계 중 법계'에 속한 한 정신적 대상이 의근 즉 '18계 중 의계' 앞에 나타난다.
2. 의문전향의 마음 즉 의식 즉 제6의식 즉 의근의 알음알이 즉 '18계 중 의식계'가 일어나서  이후의 마음의 흐름, 즉, 이 경우에는 의식의 흐름 즉 제6의식의 흐름이 그 정신적 대상으로 흐르게 한다. 또한 이 단계에서 그 정신적 대상이 좋은지 나쁜지 결정한다. 즉, 느낌이 고수 · 낙수 · 불고불락수의 3수 하나로 확정된다. 보다 정확히는,  고수 · 낙수 · 희수 · 우수 · 사수의 5수 중 정신적 느낌인 희수 · 우수 · 사수 중 하나로 확정된다. 의문전향의 마음 그 자체는 사수와 함께하지만 이후의 마음은 확정된 느낌과 함께한다.
3. 이후 그 정신적 대상을 세부적으로 명확히 인식하기까지의 여러 단계가 진행된다.

## 같이 보기
- 오문전향의 마음